# 比尔代因
比尔代因是奥地利布尔根兰州居辛县的一个市镇。总面积16.57平方公里，总人口373人，人口密度22.5人/平方公里（2001年）。